# Stachylina reflexa
Stachylina reflexa är en svampart som beskrevs av Lichtw. & M.C. Williams 1988. Stachylina reflexa ingår i släktet Stachylina och familjen Harpellaceae.   Inga underarter finns listade i Catalogue of Life.